# Братулешти (Јаши)
Братулешти (рум. Brătulești) насеље је у Румунији у округу Јаши у општини Струнга. Oпштина се налази на надморској висини од 237 m.

## Становништво
Према подацима из 2002. године у насељу је живело 533 становника, од којих су сви румунске националности.